# Albrecht von Roon

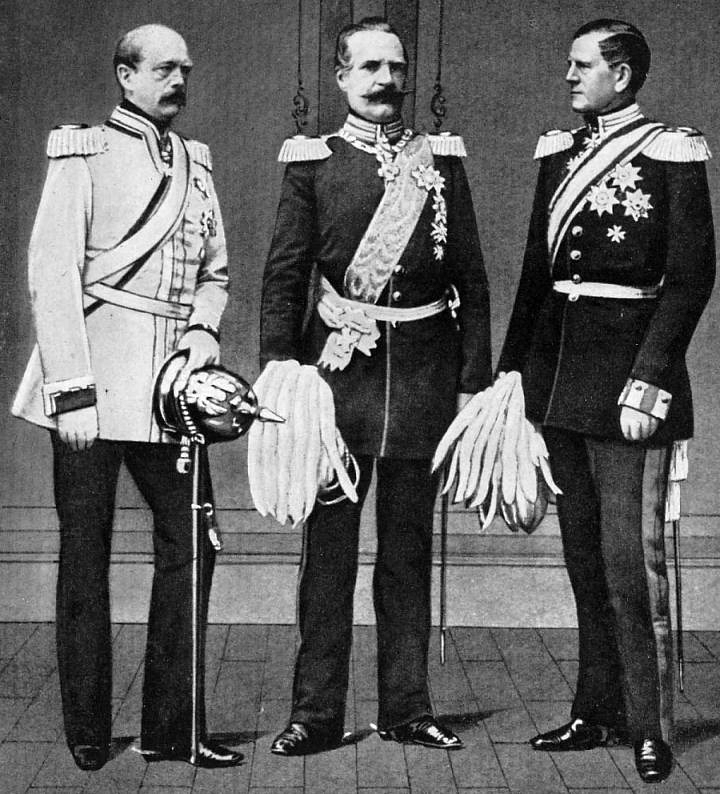
V.l.n.r. Otto von Bismarck, Albrecht von Roon en Helmuth von Moltke

Albrecht Theodor Emil (sinds 1871 Graf) von Roon (Pleushagen bij Kolberg, 30 april 1803 - Berlijn, 23 februari 1879) was een Pruisisch generaal. Als minister van Oorlog droeg hij bij aan de militaire overwinningen van Pruisen die uiteindelijk leidden tot de stichting van het Duitse Keizerrijk.

## Levensloop
Roon werd in 1803 in het Pommerse Pleushagen geboren als zoon van een verarmde officier en grondeigenaar en diens derde echtgenote. Hij trad in 1821 als officier in het leger, bezocht van 1824 tot 1827 de Allgemeine Kriegsschule te Berlijn en werd vervolgens docent aan de militaire academie in diezelfde stad. Van 1833 tot 1835 werkte hij bij het topografisch bureau van de Generale Staf. Hij onderwees van 1842 tot 1846 prins Frederik Karel, die hij vervolgens begeleidde bij diens studie en op enkele reizen.
Roons carrière nam een hoge vlucht nadat hij prins Wilhelm terzijde had gestaan in de veldtocht tegen de Badense Revolutie van 1849. Hij werd in 1851 kolonel, in 1859 luitenant-generaal, lid van de commissie ter reorganisatie van het leger en minister van Oorlog en in 1861 ook minister van Marine. Met zijn hervorming van het leger, gesteund door Edwin von Manteuffel en Helmuth von Moltke, bouwde hij voort op het systeem van Gerhard von Scharnhorst met een algemene driejarige dienstplicht en een landweer. De uiterst controversiële reorganisatieplannen maakten Roon tot de meest gehate man van Pruisen en leidden tot een diepgaande politieke crisis, het Verfassungskonflikt, dat pas tot een einde kwam toen Wilhelm I in 1862 op zijn aanraden Otto von Bismarck tot premier benoemde. De waardering voor Roon nam sterk toe nadat zijn systeem zijn waarde had bewezen in de Pruisisch-Oostenrijkse Oorlog (1866) en de Frans-Duitse Oorlog (1870-1871). Wilhelm bevorderde hem in 1866 tot generaal der infanterie en verleende hem de Orde van de Zwarte Adelaar. In 1871 werd hij in de erfelijke gravenstand verheven.
Roon trad in 1871 af als minister van Marine. Op 1 januari 1873 volgde hij, gelijktijdig met zijn benoeming tot generaal-veldmaarschalk, Bismarck op als premier, maar al op 9 november van datzelfde jaar legde hij die post samen met die van minister van Oorlog om gezondheidsredenen neer. De rest van zijn leven bracht hij door te Neuhof bij Coburg en te Krobnitz bij Görlitz. Hij stierf in 1879.

## Militaire loopbaan
- Kadett: 1816[1]
- Leutnant: 9 januari 1821[1]
- Oberleutnant: 1831[1]
- Hauptmann: 1836[1]
- Major: 1842[1]
- Oberstleutnant:
- Oberst: 1851[1]
- Generalmajor: 15 oktober 1856[1]
- Generalleutnant: 31 mei 1859[1]
- General der Infanterie: 8 juni 1866
- Generalfeldmarschall: 1 januari 1873[2]

## Onderscheidingen
- Pour le Mérite op 28 oktober 1870[1][2][3]
- Orde van de Zwarte Adelaar met Briljanten op 9 november 1873[1]
- Graaf verheven op 16 juni 1871
- Grootkruisen in de Orde van de Rode Adelaar met Eikenloof en Zwaarden en Zwaarden aan de ring in 1866
- Ridder der IIIe Klasse in de Orde van de Rode Adelaar
- Orde van Sint-George, 3e klasse op 5 april 1873

## Werk
- Anfangsgründe der Erdkunde (Berlijn 1834)
- Grundzüge der Erd-, Völker- und Staatenkunde (Berlijn 1837-1840)
- Militärische Länderbeschreibung von Europa (Berlijn 1837)
- Die Iberische Halbinsel (Berlijn 1839)